# Ludwig Clemm
Ludwig Clemm (* 4. Mai 1893 in Gießen; † 29. April 1975 in Darmstadt) war ein deutscher Archivar.
Clemm besuchte das Gymnasium in Gießen und studierte danach Geschichte, Germanistik und Geographie an den Universitäten Gießen, Göttingen und Marburg. Dort wurde er auch Mitglied des Göttinger Wingolf. In Marburg promovierte er 1921 mit einer Arbeit Der Güterbesitz der Abtei Fulda in Ostfranken, im Rhein-Main-Gebiet und in Süddeutschland zum Dr. phil. Von Mai 1921 an arbeitete er bis zu seiner Pensionierung im Jahr 1958 im Hessischen Staatsarchiv Darmstadt, zunächst als Referendar, ab 1922 als Archivassessor, ab 1931 als Archivrat und ab Mai 1937 als Archivdirektor.
Clemm leistete verdienstvolle Arbeit auf dem Gebiet der hessischen Landeskunde und Kirchengeschichte. So war er von 1934 bis 1949 Vorsitzender des Historischen Vereins für Hessen und von 1950 bis 1969 der Historischen Kommission für Hessen-Darmstadt, außerdem von 1956 bis 1965 Vorsitzender der Hessischen kirchengeschichtlichen Vereinigung. Er war von 1932 bis 1934 Schriftleiter der Zeitschrift Volk und Scholle, später Redakteur des Archivs für hessische Geschichte und Altertumskunde und von 1954 bis 1964 Herausgeber der Quellen und Forschungen zur hessischen Geschichte (Bände 17–20). Außerdem verfasste er eine Vielzahl kleinerer Arbeiten für verschiedene landeskundliche Publikationen, schrieb Artikel für die Neue Deutsche Biographie und bearbeitete noch Anfang der 1970er Jahre mehrere Bände der Repertorien des Hessischen Staatsarchivs Darmstadt.